# كلاوس إسر
كلاوس إسر (بالألمانية: Klaus Esser)‏ هو قانوني ومحامي ألماني، ولد في 21 نوفمبر 1947 في أوبرهاوزن في ألمانيا.

## وصلات خارجية
- كلاوس إسر على موقع مونزينجر (الألمانية)